# Béotie
 (août 2021).
Si vous disposez d'ouvrages ou d'articles de référence ou si vous connaissez des sites web de qualité traitant du thème abordé ici, merci de compléter l'article en donnant les références utiles à sa vérifiabilité et en les liant à la section « Notes et références ».
La Béotie (en grec Βοιωτία, ancien Boiōtía, moderne Viotía) est un district régional de la périphérie de Grèce-Centrale.
Elle est bordée par l'Attique au sud-est, par le golfe Euboïque à l'est, par le district régional de Phthiotide au nord, par le district régional de la Phocide à l'ouest et par le golfe de Corinthe au sud.
Sa capitale moderne est Livadiá, mot qui signifie prairie, pâturage, une réalité économique emblématique de la région. La capitale antique était Thèbes (actuelle Thiva).

## Géographie
La Béotie comprend deux massifs montagneux, celui du Parnasse (2 457 m) à l'ouest, aux confins phocidiens, et celui de l'Hélicon (1 748 m) au sud. Elle comprend aussi une plaine assez vaste, celle d'Orchomène, sur le cours moyen du Céphise. Le cours inférieur de ce petit fleuve est jalonné de deux lacs : le lac Yliki et le lac Paralimni.
La Béotie est traversée par l'autoroute reliant Athènes et Thessalonique qui permet d'accéder à l'île d'Eubée par le pont de Chalcis et à Delphes par la route du Parnasse.

### Géographie antique
Un grand lac était situé en son centre, le Copaïs. Il permettait d'irriguer les cultures lors des sécheresses estivales et assurait la prospérité du pays. Peu profond, il fut asséché au XIXe siècle afin de gagner 200 km2 de terres cultivables.
Le Catalogue des vaisseaux fournit trente toponymes pour la Béotie, soit plus qu’aucune autre région grecque. En Béotie, l’on trouve entre autres :
- un fleuve, l'Asopos, décrit dans l’Iliade comme ayant « un lit de joncs épais et d’herbages touffus » (IV, 383), et dont le nom vient parfois qualifier poétiquement la ville de Thèbes ou la Béotie[2] ;
- le mont Hélicon, demeure des Muses « aoniennes » : l'épithète « aonien » s’applique également à plusieurs dieux ou héros originaires de Béotie (Dionysos, Héraclès, Hippomène, entre autres) car la Béotie était souvent nommée « Aonie » (Ἀονία / Aonia) par les poètes ;
- un grand temple d'Athéna, à Alalcomènes, sur les rives du Triton, affluent du lac Copaïs, aux pieds du mont Tilphossion où l’on situait sa naissance : quelques ruines du temple (pillé par Sylla) subsistent près de Solinari (el)[3].

## Histoire

### Antiquité
La capitale de la Béotie est Thèbes.
Dotée d'un sol fertile, la Béotie est très peuplée dès l'Antiquité ; environ 200 000 habitants y vivaient au IVe siècle av. J.-C..
La Béotie s'identifie, dans l'Antiquité, par son dialecte éolien différent du dialecte ionien de l'Attique. Les Béotiens avaient auprès des intellectuels Athéniens une réputation de peuple inculte, lourdaud et peu raffiné. Jusqu'à nos jours, l'adjectif « béotien » désigne en français une personne peu cultivée, indifférente à la connaissance.
Alexandre le Grand rase la cité de Thèbes après l'avoir assiégée en 335 av. J.-C.
La Béotie est l'un des principaux théâtres d’opérations de la première guerre contre Mithridate VI, roi du Pont : le général romain L. Cornelius Sylla y remporte deux victoires décisives sur le général pontique Archélaos à Chéronée et Orchomène en 86 av. J.-C. Sylla mit également à sac la ville de Thèbes.
La longue période romano-byzantine (plus d'un millénaire) fut un temps de paix pour la Béotie, qui connut néanmoins deux épisodes d’invasions et de pillage : celle des Goths au IVe siècle, et celle des Slaves au VIe siècle.

### Périodes médiévale et moderne
Au XIIe siècle est fondé le monastère d'Osios Loukas célèbre pour ses mosaïques byzantines.
La région est conquise après la quatrième croisade (1204) par les Latins qui fondent le duché d'Athènes. À la fin du Moyen Âge, elle est colonisée par des populations chrétiennes albanophones.
Les Turcs conquièrent la Béotie en 1456 : avec l'Attique et l'Eubée, elle constitue le sandjak d'Eğriboz (Nègrepont). Ils dominent la région jusqu’à la guerre d'indépendance grecque où elle est le théâtre de combats importants dont les batailles d'Arachova et de Pétra (en).
Dans la Grèce ottomane, le sud montagneux de la région abrite des villages appelés Dervenochoria où les Grecs chrétiens ont le droit de porter les armes et maintiennent leur autonomie. 
Sous des chefs albanais chrétiens, ils sont l'une des premières régions à se soulever, le 16 avril 1821, contre les Ottomans lors de la guerre d'indépendance grecque. 
En 1831, dans la plaine de Mégare, les premiers bataillons de l'armée régulière grecque prêtent serment devant Ioánnis Kapodístrias, président de la République grecque, et les évêques de Dervenochoria et Thèbes.

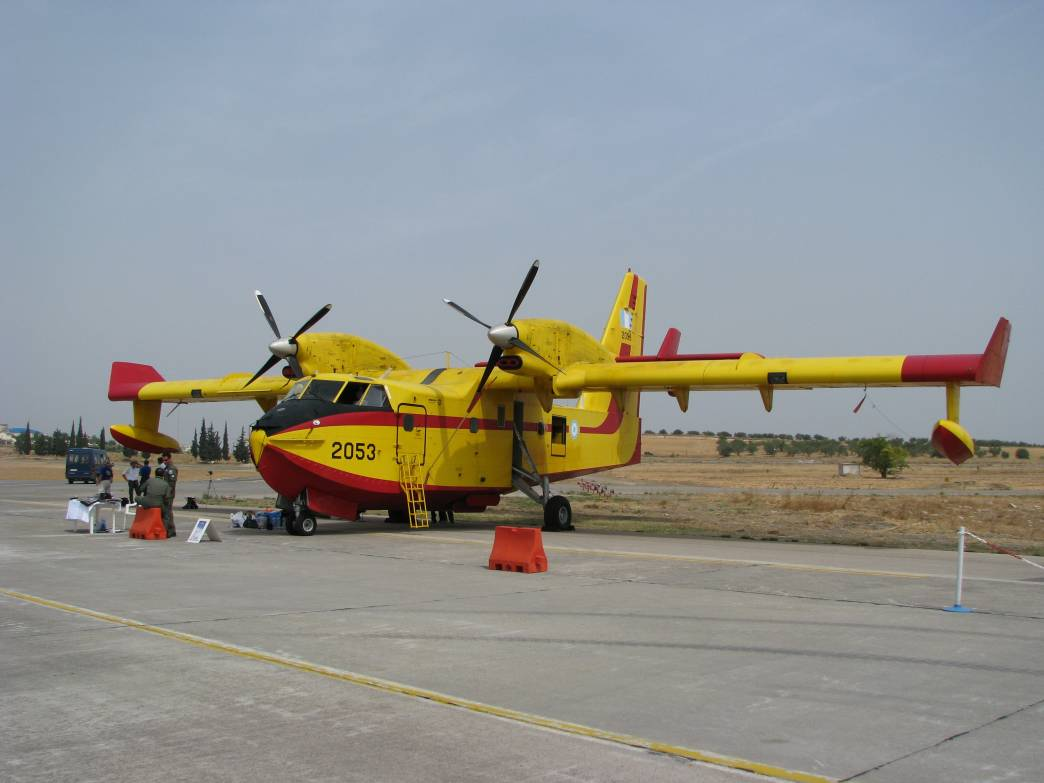
Avion bombardier d'eau Canadair CL-415 de la Force aérienne grecque à Tanagra en 2008.

Le 13 janvier 1933, un avion postal Junkers W 33 de la Deutsche Lufthansa, venu de Thessalonique, est empêché par le mauvais temps de se poser sur l'aéroport de Tatoi (en) et tente d'atterrir sur la petite piste de Tanagra ; il s'écrase sans faire de victime ; les deux pilotes et les 13 sacs de courrier sont sauvés.
Pendant l'occupation italo-allemande de la Seconde Guerre mondiale, les Dervenochoria sont un des bastions des partisans communistes de l'ELAS.
En 1968, des travaux à la base aérienne militaire de Tanagra amènent la découverte fortuite d'une nécropole mycénienne.

## Administration
La Béotie forme un district régional.
Elle est composée de six communes :
- Alíartos ;
- Dístomo-Aráchova-Antíkyra ;
- Livadiá ;
- Orchomenos ;
- Tanagra ;
- Thiva (Thèbes).

## Personnalités de l'Antiquité
- Hésiode, poète né à Ascra, petit bourg au pied du mont Hélicon et dépendant de Thespies, près du val des Muses (VIIIe siècle av. J.-C.).
- Pindare de Thèbes, poète lyrique grec (518-438 av. J.-C.).
- Corinne de Tanagra, la muse lyrique rivale de Pindare (VIe siècle av. J.-C.).
- Pronomos de Thèbes, flûtiste grec réputé (Ve siècle av. J.-C.).
- Myron d'Éleuthères, bronzier grec (480-440/430 av. J.-C.).
- Phryné de Thespies, courtisane (IVe siècle av. J.-C.).
- Pélopidas, général thébain (420-364 av. J.-C.) mort victorieux à Cynocéphales.
- Épaminondas, général thébain (418-362 av. J.-C.) vainqueur des Spartiates à Leuctres (371 av. J.-C.).
- Plutarque, né  à Chéronée en Béotie, entre les années 43 et 50 ap. J.-C.